# Vépi Péter
Vépi Péter (Kőröshegy, 1949. október 20. –) olimpiai ezüstérmes magyar labdarúgó, hátvéd, edző.

## Pályafutása

### Klubcsapatokban
Tizenegy évesen kezdett focizni a Fradiban. 1970-ben mutatkozott be a felnőtt csapatban. Egyszeres magyar bajnok. Négyszeres Magyar Kupa győztes. A Ferencvárossal KEK döntős 1975-ben. Összesen 377 mérkőzésen játszott és 5 gól szerzett, ebből 222 bajnoki mérkőzés.

### A válogatottban
1972-ben 6 alkalommal szerepelt a nemzeti tizenegyben. Részt vett az Európa-bajnoki selejtező mérkőzéseken. A belgiumi négyesdöntőn, ahol a csapat negyedik lett már nem lépett pályára.
Az 1972-es müncheni olimpián az ezüstérmes csapat tagja, háromszoros olimpiai válogatott.

### Edzőként
1985 és 1987 között az FTC pályaedzője, majd 1990–1991-ben és 1993-ban a Bagi SE vezetőedzője.

## Sikerei, díjai
- Olimpiai 2. 1972, München
- Európa-bajnokság 4. 1972, Belgium
- Magyar bajnok: 1975/1976.
- Magyar Kupa: 1971/1972, 1973/1974, 1975/1976, 1977/1978.
- KEK: 2. 1974/1975
- UEFA-kupa: 3. 1971/1972

## Statisztika

### Mérkőzései a válogatottban
| Magyarország | Magyarország         | Magyarország                      | Magyarország  | Magyarország | Magyarország | Magyarország        | Magyarország | Magyarország |
| #            | Dátum                | Helyszín                          | Hazai         | Eredmény     | Vendég       | Kiírás              | Gólok        | Esemény      |
| ------------ | -------------------- | --------------------------------- | ------------- | ------------ | ------------ | ------------------- | ------------ | ------------ |
| 1.           | 1972. április 29.    | Budapest, Népstadion              | Magyarország  | 1 – 1        | Románia      | Eb-selejtező        | -            |              |
| 2.           | 1972. május 6.       | Budapest, Megyeri úti stadion     | Magyarország  | 3 – 0        | Málta        | vb-selejtező        | -            |              |
| 3.           | 1972. augusztus 27.  | Nürnberg, Frankenstadion (FRG)    | Magyarország  | 5 – 0        | Irán         | olimpiai csoportkör | -            |              |
|              | 1972. augusztus 29.  | München, Olimpiai Stadion (FRG)   | Magyarország  | 2 – 2        | Brazília     | olimpiai csoportkör | -            |              |
| 4.           | 1972. augusztus 31.  | Augsburg, Rosenaustadion (FRG)    | Dánia         | 0 – 2        | Magyarország | olimpiai csoportkör | -            |              |
| 5.           | 1972. szeptember 3.  | Passau, Drei-Flüsse Stadion (FRG) | Magyarország  | 2 – 0        | NDK          | olimpiai középdöntő | -            |              |
|              | 1972. szeptember 6.  | München, Olimpia Stadion          | NSZK          | 1 – 4        | Magyarország | olimpiai középdöntő | -            |              |
|              | 1972. szeptember 8.  | Regensburg (FRG)                  | Magyarország  | 2 – 0        | Mexikó       | olimpiai középdöntő | -            |              |
| 6.           | 1972. szeptember 10. | München, Olimpia Stadion (FRG)    | Lengyelország | 2 – 1        | Magyarország | olimpiai döntő      | -            | Sárga lap    |
|              | Összesen             |                                   |               | 6            | mérkőzés     |                     | 0            | gól          |